# Cantagiro 1970
Il Cantagiro 1970 partì il 24 giugno da Pugnochiuso del Gargano e si concluse l'11 luglio con la finale a Recoaro Terme. I conduttori di questa edizione furono Nuccio Costa, Mita Medici e Dany París.

## Elenco delle canzoni

### Girone A
non c'è classifica
- Don Backy - "Cronaca"
- Camaleonti - Ti amo da un'ora
- Adriano Celentano - Viola
- Dik Dik - L'isola di Wight
- Gipo Farassino - Non devi piangere Maria
- Nino Ferrer - Io tu e il mare
- Jimmy Fontana - Bella, sdraiata e sola
- Rosanna Fratello - Carità
- Giganti - Voglio essere una scimmia
- Domenico Modugno - La lontananza
- Nada - Bugia
- I Ragazzi della Via Gluck - Volo AZ/018
- Massimo Ranieri - Le braccia dell'amore
- Ricchi e Poveri - In questa città

### Girone B (Giovani)
1. Paolo Mengoli - Mi piaci da morire

- Alluminogeni - Orizzonti lontani
- Babila - Ci stavo bene insieme a te
- Paola Battista - Hai bruciato il mio cuore
- Bob e Luis - L'oceano
- I Califfi - Acqua e sapone
- Gianni D'Errico - Mi stracci il cuore mi stracci l'anima
- Simona Faggio - Peccato perderti
- Gianni Farano - Quasi le sei
- Farida - Pensami stasera
- Fiammetta - Tranquillità
- Daniela Ghibli - Aio Aio
- Giovanna - Canne al vento
- Italo Janne - Folle testolina
- Jordan - Il colore dell'amore
- Roberto Mazzini - Stasera alle otto e un quarto
- Sergio Menegale - Odio e amo
- Valeria Mongardini - Addio città vecchia
- Gianni Nazzaro - Maria Maria
- Pio - Grande come il mare
- Guido Renzi - Tanto cara
- Valeria Rigano - In un bar taverna
- Giulio Sangermano - Che pasticcio nel mio cuore
- Armando Savini - Buttala a mare

### Girone C
- Delphine - Un raggio di sole
- George - Luky Luky
- Katty Line - In direzione del sole
- Jean François Michel - Fiori bianchi per te
- Niemen - Oggi forse no
- Palito Ortega - Ragazza dagli occhi d'oro
- Dick Rivers - Je t'aime je t'aime je t'aime
- Patrick Samson - Ne Ne Haey Hey Kiss Him Goodbye
- Elza Soares - Maschera negra